# مارتیرانو
مارتیرانو (به ایتالیایی: Martirano) یک کومونه در ایتالیا است که در استان کاتانزارو واقع شده‌است.

## خصوصیات
مارتیرانو ۱۴٫۵۷ کیلومترمربع مساحت و ۹۱۷ نفر جمعیت دارد و ۳۸۱ متر بالاتر از سطح دریا واقع شده‌است.